# Louis Germain (malacologiste)
Pour les articles homonymes, voir Louis Germain et Germain.
Alfred Louis Pierre Germain (8 janvier 1878 à Niort en France - 18 octobre 1942 à Angers en France) est un malacologiste français.

## Biographie
Louis Germain est le fils de Pierre Benjamin Germain, et de Mathilde Elisa Gazeau.
Instituteur, il complète ses études à Angers puis à Paris. Diplômé d’une licence en sciences (1904) puis d’un doctorat en sciences (1907), il entre au laboratoire des mollusques, vers et zoophytes du Muséum national d'histoire naturelle dirigée alors par Louis Joubin (1861-1935). Après avoir exercé diverses fonctions, il remplace ce dernier après sa mort. À la suite de la démission de Paul Lemoine (1878-1940), il est désigné pour lui succéder à la tête du Muséum ; toutefois, sa désignation ayant été contestée, la nomination sera retardée de quelques semaines. Il dirige ensuite le Muséum de 1936 à 1942.
Germain se consacre presque exclusivement aux mollusques qu’il aborde à travers leur systématique, comme de leur biologie ou de leur anatomie. Il dirige Faune et flore de la Méditerranée qui paraît en deux volumes en 1927 (invertébrés) et 1942 (vertébrés).

## Liste partielle des publications
- 1903 : « Étude sur les mollusques terrestres et fluviatiles vivants des environs d'Angers et du département de Maine-et-Loire », Bulletin de la Société des sciences naturelles de l'Ouest de la France : 121 p. + 2 pl.
- 1913 : Chétognathes dans la Deuxième expédition antarctique française (1908-1910) par Jean Charco, Masson (Paris) : 87-104.
- 1913 : Gastéropodes pulmonés et prosobranches terrestres et fluviatiles dans la Mollusques de la France et des régions voisines, O. Doin (Paris), collection Encyclopédie scientifique. Bibliothèque de zoologie : iii + 374 + xii p.
- 1916 : avec Louis Joubin (1861-1935), Chétognathes provenant des campagnes des yachts Hirondelle et Princesse-Alice (1885-1910), collection : Résultats des campagnes scientifiques accomplies sur son yacht par Albert Ier, prince souverain de Monaco, XLIX : 119 p.
- 1916 : « Étude sur les mollusques terrestres et fluviatiles recueillis par L. Fea pendant son voyage en Afrique occidentale et aux îles du Golfe de Guinée », Annali del Museo civico di storia naturale di Genova, 2 (7) : 189 p.
- 1918 : « La Biogéographie et les musées régionaux », Annales de Géographie, XXVII : 10 p.
- 1920 : « Mission zoologique de M. Paul Carié aux îles Mascareignes : faune malacologique terrestre et fluviatile des Iles Mascareignes », Mémoires de la Société zoologique de France : 495 p. + 18 pl.
- 1921-1926 : Mollusques terrestres et fluviatiles de Syrie dans Voyage zoologique d'Henri Gadeau de Kerville en Syrie, J.B. Baillière et fils (Paris).
- 1921 : « Paléontologie de Madagascar . IX . Mollusques quaternaires terrestres et fluviatiles », Annales de paléontologie, 10 : 36 p.
- 1924 : La vie des animaux à la surface des continents, Librairie Félix Alcan (Paris), coll. «Nouvelle collection scientifique» : 259 p.
- 1924 : « L’Atlantide », Revue scientifique, 9 et 23 août : 47 p.
- 1924 : « Les climats des temps quaternaires d'après les mollusques terrestres et fluviatiles », L'Anthropologie, 23 : 301-302.
- 1925 : La faune des lacs, des étangs et des marais, P. Lechevalier (Paris), collection Encyclopédie pratique du naturaliste : 315 p. – ouvrage réédité en 1957.
- 1929 : « Les Helicidae de la faune française », Archives du Muséum d'histoire naturelle de Lyon, 13 : 421 p.

## Source
- Philippe Jaussaud & Édouard R. Brygoo (2004). Du Jardin au Muséum en 516 biographies. Muséum national d’histoire naturelle de Paris : 630 p.  (ISBN 2-85653-565-8)

1. ↑  Jean Zay, Souvenirs et solitude (2004), p. 275-277.

- VIAF
- ISNI
- BnF (données)
- IdRef
- LCCN
- GND
- Italie
- Pays-Bas
- Israël
- NUKAT
- Tchéquie
- WorldCat